# بورس (شهر اتریش)
بورس (به آلمانی: Bürs) یک شهر در اتریش است که در ناحیه بلودنتس واقع شده‌است. بورس ۲۴٫۶۲ کیلومتر مربع مساحت دارد ۵۷۰ متر بالاتر از سطح دریا واقع شده‌است.